# Nati nel 1973/Aprile
| Questa pagina contiene informazioni ricavate automaticamente dalle voci biografiche con l'ausilio del template Bio e di un bot. L'aggiornamento è periodico e automatico e ricostruisce completamente la pagina. Se manca una persona in questa lista, sei pregato di non aggiungerla, ma accertati piuttosto che la sua voce biografica contenga il template Bio e che i dati anagrafici siano correttamente compilati. Se il template Bio manca, inseriscilo tu stesso o, in alternativa, metti l'avviso {{tmp\|Bio}} che ne segnala la mancanza. Se i dati riportati sono sbagliati, correggi direttamente la voce biografica; le modifiche saranno visibili in questa lista entro pochi giorni. Per chiarimenti vedi il progetto biografie. La lista contiene solo le 378 persone che sono citate nell'enciclopedia e per le quali è stato implementato correttamente il template Bio. Pagina aggiornata al 2 giu 2025. |

- 1º aprile - Martin Axén, chitarrista svedese
- 1º aprile - Cristiano Doni, ex calciatore italiano
- 1º aprile - Rachel Maddow, conduttrice televisiva statunitense
- 1º aprile - Kris Marshall, attore britannico
- 1º aprile - Oscar Moens, ex calciatore olandese
- 1º aprile - Josphat Ndeti, ex maratoneta e mezzofondista keniota
- 1º aprile - Anna Carin Olofsson, ex fondista e biatleta svedese
- 1º aprile - Srđan Vasiljević, allenatore di calcio e ex calciatore serbo
- 1º aprile - Ferdi Vierklau, ex calciatore olandese
- 1º aprile - Sergej Volkov, cosmonauta russo
- 1º aprile - Danilo Zavoli, ex nuotatore sammarinese
- 1º aprile - Pablo Zegarra, allenatore di calcio e ex calciatore peruviano
- 1º aprile - Vincenzo Zoccano, politico italiano
- 1º aprile - Isabel dos Santos, imprenditrice angolana
- 2 aprile - Valeriano Chiaravalle, musicista, arrangiatore e direttore d'orchestra italiano
- 2 aprile - Richard Daniel, ex calciatore papuano
- 2 aprile - Simon Farnaby, attore, comico e sceneggiatore britannico
- 2 aprile - Monica Iagăr, ex altista rumena
- 2 aprile - Åse Idland, ex biatleta norvegese
- 2 aprile - Josh Martin, chitarrista statunitense († 2018)
- 2 aprile - Shin'ichi Mutō, ex calciatore giapponese
- 2 aprile - Aušra Naidėnienė, ex cestista lituana
- 2 aprile - Ashraf Saber, ex ostacolista e velocista italiano
- 2 aprile - Roselyn Sánchez, attrice e modella portoricana
- 2 aprile - Aleksejs Semjonovs, ex calciatore lettone
- 2 aprile - U Ji-won, ex cestista sudcoreano
- 2 aprile - Germán Villa, ex calciatore messicano
- 2 aprile - Pierre Violon, ex sciatore alpino francese
- 3 aprile - Jamie Bamber, attore britannico
- 3 aprile - Andreas Carlsson, produttore discografico, compositore e paroliere svedese
- 3 aprile - Matthew Ferguson, attore canadese
- 3 aprile - Hussein Fatal, rapper statunitense († 2015)
- 3 aprile - Marek Kincl, ex calciatore ceco
- 3 aprile - Elizabeth Kipling, pentatleta britannica
- 3 aprile - Burger Lambrechts, pesista sudafricano
- 3 aprile - Mauro Lucentini, politico italiano
- 3 aprile - Diego Manetti, saggista italiano
- 3 aprile - Fernando Medina, schermidore spagnolo
- 3 aprile - Prabhu Deva, coreografo, attore e regista indiano
- 3 aprile - Cristian Prestera, rugbista a 15 e allenatore di rugby a 15 argentino
- 3 aprile - DJ Sava, disc jockey e produttore discografico rumeno
- 3 aprile - Adam Scott, attore statunitense
- 3 aprile - Cédric Séguin, schermidore francese
- 3 aprile - Dagur Sigurðsson, allenatore di pallamano e ex pallamanista islandese
- 3 aprile - Igor' Simutenkov, allenatore di calcio e ex calciatore russo
- 4 aprile - Samassi Abou, ex calciatore francese
- 4 aprile - David Blaine, illusionista statunitense
- 4 aprile - Loris Capirossi, pilota motociclistico italiano
- 4 aprile - Peter Hoekstra, ex calciatore olandese
- 4 aprile - Chris McCormack, triatleta australiano
- 4 aprile - Julie Ofsoski, ex cestista neozelandese
- 4 aprile - Javier Orol, ex giocatore di calcio a 5 spagnolo
- 4 aprile - Kelly Price, cantante statunitense
- 4 aprile - Geng Shuang, politico cinese
- 4 aprile - Sven Vermant, allenatore di calcio e ex calciatore belga
- 5 aprile - Davit Babayan, politico karabakho
- 5 aprile - Tony Banks, ex giocatore di football americano statunitense
- 5 aprile - Élodie Bouchez, attrice francese
- 5 aprile - Brendan Cannon, ex rugbista a 15 australiano
- 5 aprile - Yann Delaigue, ex rugbista a 15 francese
- 5 aprile - Fabrizio Pescatori, ex nuotatore italiano
- 5 aprile - Katia Serra, ex calciatrice e telecronista sportiva italiana
- 5 aprile - Roberto Simonetti, politico italiano
- 5 aprile - Sergej Skorovič, allenatore di calcio a 5 e ex giocatore di calcio a 5 russo
- 5 aprile - Lidia Trettel, ex snowboarder italiana
- 5 aprile - Pharrell Williams, cantautore, musicista e produttore discografico statunitense
- 5 aprile - Mauro Zanetti, ex ciclista su strada italiano
- 6 aprile - Maurizia Cacciatori, ex pallavolista italiana
- 6 aprile - Edith van Dijk, ex nuotatrice olandese
- 6 aprile - Juan Carlos Gómez Díaz, allenatore di calcio e ex calciatore spagnolo
- 6 aprile - Lori Heuring, attrice statunitense
- 6 aprile - Tsu, rapper italiano
- 6 aprile - Rie Miyazawa, attrice e ex modella giapponese
- 6 aprile - Rumjana Nejkova, canottiera bulgara
- 6 aprile - Cindy Robinson, doppiatrice statunitense
- 6 aprile - Sun Wen, ex calciatrice cinese
- 6 aprile - Omar Zanon, ex hockeista su ghiaccio italiano
- 7 aprile - David Bosc, scrittore francese
- 7 aprile - Nicoletta Caselin, ex cestista italiana
- 7 aprile - Marco Delvecchio, ex calciatore italiano
- 7 aprile - Filippo Dini, attore e regista teatrale italiano
- 7 aprile - Ralf Grabsch, dirigente sportivo e ex ciclista su strada tedesco
- 7 aprile - Jeanine Hennis-Plasschaert, ex politica e diplomatica olandese
- 7 aprile - Denise Holzkamp, ex schermitrice tedesca
- 7 aprile - Sandra Minnert, ex calciatrice tedesca
- 7 aprile - Yasser Mohamed, ex giocatore di calcio a 5 egiziano
- 7 aprile - Carole Montillet, pilota automobilistica e ex sciatrice alpina francese
- 7 aprile - Paul Oyuga, ex calciatore keniota
- 7 aprile - Ève Salvail, supermodella canadese
- 7 aprile - Adriano Teixeira, ex calciatore brasiliano
- 8 aprile - Khaled Badra, ex calciatore tunisino
- 8 aprile - Emanuelle Cristaldi, ex attrice pornografica italiana
- 8 aprile - Riadh Bouazizi, ex calciatore tunisino
- 8 aprile - Emma Caulfield, attrice statunitense
- 8 aprile - Damian Grichting, giocatore di curling svizzero
- 8 aprile - Patrik Isaksson, ex nuotatore svedese
- 8 aprile - Jun Iwashita, ex calciatore giapponese
- 8 aprile - Dan Lin, produttore cinematografico taiwanese
- 8 aprile - Alida Milana, doppiatrice, dialoghista e direttrice del doppiaggio italiana
- 9 aprile - Carmen Alcayde, conduttrice televisiva spagnola
- 9 aprile - Lucio Angulo, ex cestista spagnolo
- 9 aprile - Marco Barusso, produttore discografico, arrangiatore e chitarrista italiano
- 9 aprile - Vincent Blanc, ex sciatore alpino francese
- 9 aprile - Carlo Calenda, dirigente d'azienda e politico italiano
- 9 aprile - Charles-Édouard Coridon, ex calciatore francese
- 9 aprile - Gianluca Fubelli, attore, comico e conduttore televisivo italiano
- 9 aprile - Bart Goor, ex calciatore belga
- 9 aprile - Kelly Holcomb, ex giocatore di football americano statunitense
- 9 aprile - Sergej Konovalov, biatleta russo
- 9 aprile - Gašper Okorn, allenatore di pallacanestro sloveno
- 9 aprile - Speranza Scappucci, direttrice d'orchestra e pianista italiana
- 9 aprile - Lewis Sims, ex cestista statunitense
- 9 aprile - Faysal bin Turki bin Nasser Al Sa'ud, principe, diplomatico e dirigente sportivo saudita
- 9 aprile - Dan Șova, politico rumeno
- 10 aprile - Magdalena Adamowicz, politica polacca
- 10 aprile - Guillaume Canet, attore, regista e sceneggiatore francese
- 10 aprile - Kinga Choszcz, scrittrice polacca († 2006)
- 10 aprile - Selahattin Demirtaş, politico turco
- 10 aprile - Francesca Guardigli, ex tennista sammarinese
- 10 aprile - Tatiana del Liechtenstein, principessa liechtensteinese
- 10 aprile - Aidan Moffat, cantante e musicista scozzese
- 10 aprile - Shinya Nakamura, giocatore di go giapponese
- 10 aprile - Samuel Otieno, ex mezzofondista e maratoneta keniota
- 10 aprile - Roberto Carlos da Silva, allenatore di calcio e ex calciatore brasiliano
- 10 aprile - Dănuț Șomcherechi, ex calciatore rumeno
- 10 aprile - Tony Vairelles, ex calciatore francese
- 10 aprile - Marco Zambuto, politico italiano
- 10 aprile - Vïktor Zwbarev, calciatore kazako († 2004)
- 11 aprile - David Banner, rapper statunitense
- 11 aprile - Jérôme Bonnissel, ex calciatore francese
- 11 aprile - Blake Brockermeyer, ex giocatore di football americano statunitense
- 11 aprile - Marcin Brosz, allenatore di calcio e ex calciatore polacco
- 11 aprile - Francesco Bruni, velista italiano
- 11 aprile - Garance Clavel, attrice francese
- 11 aprile - Andrea Constand, ex cestista canadese
- 11 aprile - Jennifer Esposito, attrice statunitense
- 11 aprile - Ross Hill, attore statunitense († 1990)
- 11 aprile - Jani Keula, ex calciatore finlandese
- 11 aprile - Paul Kilderry, ex tennista australiano
- 11 aprile - Matt Kindt, fumettista statunitense
- 11 aprile - Tomi Koivusaari, chitarrista e cantante finlandese
- 11 aprile - Olivier Magne, ex rugbista a 15 e allenatore di rugby a 15 francese
- 11 aprile - Afonso Martins, ex calciatore portoghese
- 11 aprile - Jordan Schlansky, produttore televisivo e personaggio televisivo statunitense
- 11 aprile - Halldor Skard, ex combinatista nordico norvegese
- 11 aprile - Tom Thacker, cantante e chitarrista canadese
- 11 aprile - Nacho Yáñez, allenatore di pallacanestro e ex cestista spagnolo
- 12 aprile - Mark Brooks, fumettista statunitense
- 12 aprile - Cristina Fantoni, giornalista e conduttrice televisiva italiana
- 12 aprile - Niclas Hävelid, ex hockeista su ghiaccio svedese
- 12 aprile - Claudia Jordan, conduttrice televisiva e conduttrice radiofonica statunitense
- 12 aprile - Joël Lautier, scacchista francese
- 12 aprile - Quadre Lollis, ex cestista statunitense
- 12 aprile - Christian Panucci, allenatore di calcio e ex calciatore italiano
- 12 aprile - Lionel Roux, ex tennista francese
- 12 aprile - Ilir Shaqiri, ballerino e coreografo albanese
- 12 aprile - Gianni Sperti, personaggio televisivo, opinionista e ex ballerino italiano
- 12 aprile - Amr Waked, attore egiziano
- 13 aprile - Kilian Albrecht, ex sciatore alpino austriaco
- 13 aprile - Marcin Borski, arbitro di calcio polacco
- 13 aprile - Carmine Di Giandomenico, fumettista italiano
- 13 aprile - Nicolas Jalabert, ex ciclista su strada francese
- 13 aprile - Gustavo López, allenatore di calcio e ex calciatore argentino
- 13 aprile - Daniele Natali, doppiatore e attore italiano
- 13 aprile - Alberto Orlandi, allenatore di hockey su pista e ex hockeista su pista italiano
- 13 aprile - Eduardo Sebrango, allenatore di calcio e ex calciatore cubano
- 13 aprile - Jennie Tebler, cantante svedese
- 13 aprile - Bokeem Woodbine, attore statunitense
- 13 aprile - Megumu Yoshida, allenatore di calcio e ex calciatore giapponese
- 14 aprile - Roberto Ayala, dirigente sportivo, allenatore di calcio e ex calciatore argentino
- 14 aprile - Adrien Brody, attore statunitense
- 14 aprile - Íñigo Chaurreau, ex ciclista su strada spagnolo
- 14 aprile - Anthony Gatto, giocoliere statunitense
- 14 aprile - Erik Hemmendorff, produttore cinematografico, sceneggiatore e direttore della fotografia svedese
- 14 aprile - Langley Kirkwood, attore e triatleta britannico
- 14 aprile - Peter Knudsen, ex calciatore danese
- 14 aprile - Aniello Laezza, ex cestista italiano
- 14 aprile - Boštjan Leban, ex cestista sloveno
- 14 aprile - Nick Lee, chitarrista e compositore statunitense
- 14 aprile - David Miller, tenore statunitense
- 14 aprile - Claudio Morganti, politico italiano
- 14 aprile - Olivier Nakache e Éric Toledano, regista e sceneggiatore francese
- 14 aprile - Marco Pilato, ex calciatore italiano
- 14 aprile - Jamie Sives, attore scozzese
- 14 aprile - Hidetaka Suehiro, autore di videogiochi giapponese
- 14 aprile - Rune André Østby, ex sciatore alpino norvegese
- 15 aprile - Jeroen Dubbeldam, cavaliere olandese
- 15 aprile - Magnus Haglund, allenatore di calcio e ex calciatore svedese
- 15 aprile - Pedro Luis Lazo, ex giocatore di baseball cubano
- 15 aprile - Teddy Lučić, allenatore di calcio e ex calciatore svedese
- 15 aprile - Lorenzo Mieli, produttore cinematografico, imprenditore e produttore televisivo italiano
- 15 aprile - Emanuel Rego, ex giocatore di beach volley brasiliano
- 15 aprile - Robert Scheidt, velista brasiliano
- 15 aprile - Gastón Sessa, ex calciatore argentino
- 15 aprile - Maria V. Snyder, scrittrice statunitense
- 15 aprile - Werner Swanepoel, ex rugbista a 15 sudafricano
- 15 aprile - Walter Zevallos, ex calciatore peruviano
- 16 aprile - Simone Alberghini, baritono italiano
- 16 aprile - Bonnie Pink, cantante giapponese
- 16 aprile - Krister Cantoni, allenatore di hockey su ghiaccio e ex hockeista su ghiaccio svizzero
- 16 aprile - Oksana Ermakova, ex schermitrice russa
- 16 aprile - Jacopo Rondinelli, regista, designer e scenografo italiano
- 16 aprile - Akon, cantante, produttore discografico e imprenditore statunitense
- 16 aprile - Nikola Tomičić, allenatore di calcio a 5 e ex giocatore di calcio a 5 croato
- 16 aprile - Bengt Walden, ex slittinista svedese
- 16 aprile - Abd al-Aziz bin Fahd Al Sa'ud, principe, politico e imprenditore saudita
- 17 aprile - Ross Aloisi, allenatore di calcio, commentatore televisivo e ex calciatore australiano
- 17 aprile - Kenneth Carlsen, allenatore di tennis e ex tennista danese
- 17 aprile - Juan Carlos Franco, ex calciatore paraguaiano
- 17 aprile - Cristiano Frattini, ex ciclista su strada italiano
- 17 aprile - Zoran Jovičić, ex calciatore serbo
- 17 aprile - Livio Magnini, chitarrista, compositore e ex schermidore italiano
- 17 aprile - Brett Maher, ex cestista australiano
- 17 aprile - Marcão, ex calciatore brasiliano
- 17 aprile - Harold Mrazek, ex cestista svizzero
- 17 aprile - Theo Ratliff, ex cestista statunitense
- 17 aprile - Sebastian Siebrecht, scacchista tedesco
- 18 aprile - Mario Amura, fotografo e direttore della fotografia italiano
- 18 aprile - Arnaud Beltrame, militare francese († 2018)
- 18 aprile - Miladin Bečanović, ex calciatore montenegrino
- 18 aprile - Derrick Brooks, ex giocatore di football americano statunitense
- 18 aprile - Maria Luisa Congiu, cantautrice italiana
- 18 aprile - Danrlei, ex calciatore brasiliano
- 18 aprile - Adriane Galisteu, modella, attrice e conduttrice televisiva brasiliana
- 18 aprile - Haile Gebrselassie, ex mezzofondista e maratoneta etiope
- 18 aprile - Nicola Lagioia, scrittore e conduttore radiofonico italiano
- 18 aprile - Urban Lindgren, ex fondista svedese
- 18 aprile - Anthony Mandler, regista statunitense
- 18 aprile - Tomoaki Matsukawa, ex calciatore giapponese
- 18 aprile - Ady, ex calciatore brasiliano
- 19 aprile - Michael Bacall, attore e sceneggiatore statunitense
- 19 aprile - Ferid Chouchane, ex calciatore tunisino
- 19 aprile - Michael Dowse, regista, sceneggiatore e montatore canadese
- 19 aprile - Patrice Estanguet, ex canoista francese
- 19 aprile - George Gregan, ex rugbista a 15 e imprenditore australiano
- 19 aprile - Magnus Hedman, ex calciatore svedese
- 19 aprile - D'Andre Hill, ex velocista statunitense
- 19 aprile - Ichizō Nakata, ex calciatore giapponese
- 19 aprile - Chris Núñez, personaggio televisivo statunitense
- 19 aprile - Tzipora Obziler, allenatrice di tennis e ex tennista israeliana
- 19 aprile - Leonardo Pettinari, canottiere italiano
- 19 aprile - Alessandro Preziosi, attore italiano
- 19 aprile - Stanislav Řezáč, fondista ceco
- 19 aprile - Alessio Scarpi, allenatore di calcio e ex calciatore italiano
- 19 aprile - David Soren, regista, sceneggiatore e doppiatore canadese
- 19 aprile - Thomas Wanker, compositore austriaco
- 20 aprile - Zbyněk Hauzr, ex calciatore ceco
- 20 aprile - Guillermo Jara, ex calciatore statunitense
- 20 aprile - Itula Mili, ex giocatore di football americano statunitense
- 20 aprile - Lamond Murray, ex cestista statunitense
- 20 aprile - Gabry Ponte, disc jockey, produttore discografico e conduttore radiofonico italiano
- 20 aprile - Julie Powell, scrittrice e blogger statunitense († 2022)
- 20 aprile - Toshihide Saitō, allenatore di calcio e ex calciatore giapponese
- 20 aprile - Nuno Santos, allenatore di calcio e ex calciatore portoghese
- 20 aprile - Mario Staderini, politico italiano
- 21 aprile - Steve Backshall, naturalista e conduttore televisivo inglese
- 21 aprile - Nadeshda Brennicke, attrice tedesca
- 21 aprile - Mark Dexter, attore britannico
- 21 aprile - Jean-Marc Dupraz, ex cestista e allenatore di pallacanestro francese
- 21 aprile - Ágnes Farkas, pallamanista ungherese
- 21 aprile - Vincenzo Ferrera, attore italiano
- 21 aprile - Bárbara Guimarães, conduttrice televisiva e giornalista portoghese
- 21 aprile - Katsuyuki Konishi, doppiatore giapponese
- 21 aprile - Alejandro Moreno, ex rugbista a 15 e allenatore di rugby a 15 argentino
- 21 aprile - Alena Rudkoŭskaja, ex nuotatrice bielorussa
- 21 aprile - Firmin Sanou, ex calciatore burkinabé
- 21 aprile - Aples Tecuari, ex calciatore indonesiano
- 21 aprile - Yoshiharu Ueno, ex calciatore giapponese
- 21 aprile - Massimiliano Valentini, fumettista italiano
- 21 aprile - Yang Roy-sung, schermidore sudcoreano
- 22 aprile - Gianpaolo Calajò, kickboxer italiano
- 22 aprile - Mohamed El Sayed, pugile e attore egiziano
- 22 aprile - Martina Halinárová, ex biatleta slovacca
- 22 aprile - Max Herre, cantante e produttore discografico tedesco
- 22 aprile - Bulat Jumadilov, ex pugile kazako
- 22 aprile - Jung Woo-sung, attore sudcoreano
- 22 aprile - Anita Kaplan, ex cestista statunitense
- 22 aprile - Tom Kouzmanis, ex calciatore canadese
- 22 aprile - Marius Manolache, scacchista rumeno
- 22 aprile - Maurilio Mariani, ex astista italiano
- 22 aprile - Matteo Nobile, ex cestista e allenatore di pallacanestro italiano
- 22 aprile - Berdon Sønderland, ex calciatore norvegese
- 23 aprile - Peter Aluma, cestista nigeriano († 2020)
- 23 aprile - Armando Çungu, allenatore di calcio, dirigente sportivo e ex calciatore albanese
- 23 aprile - Eduard Daher, arcivescovo cattolico libanese
- 23 aprile - Hendro Kartiko, ex calciatore indonesiano
- 23 aprile - John Lutz, attore e comico statunitense
- 23 aprile - Pablo Rotchen, ex calciatore argentino
- 23 aprile - Hideyuki Sakai, goista giapponese
- 23 aprile - Cem Yılmaz, attore, comico e sceneggiatore turco
- 23 aprile - Michele Zeoli, allenatore di calcio e ex calciatore italiano
- 24 aprile - Giovanni Luca Aresta, politico italiano
- 24 aprile - Dean Armstrong, attore televisivo e attore teatrale canadese
- 24 aprile - Mark Babic, ex calciatore australiano
- 24 aprile - Sonia Blanco, ex cestista spagnola
- 24 aprile - Karsten Bäron, allenatore di calcio e ex calciatore tedesco
- 24 aprile - Rula Jebreal, giornalista, scrittrice e docente palestinese
- 24 aprile - Damon Lindelof, sceneggiatore, produttore televisivo e fumettista statunitense
- 24 aprile - Brian Marshall, bassista statunitense
- 24 aprile - Tomas Oral, allenatore di calcio e ex calciatore tedesco
- 24 aprile - Marián Andrej Pacák, vescovo cattolico slovacco
- 24 aprile - Peeter Rebane, regista, imprenditore e produttore discografico estone
- 24 aprile - Shane Rose, cavaliere australiano
- 24 aprile - Eric Snow, ex cestista e allenatore di pallacanestro statunitense
- 24 aprile - Sachin Tendulkar, crickettista indiano
- 24 aprile - Toomas Tohver, ex calciatore estone
- 24 aprile - Lee Westwood, golfista inglese
- 25 aprile - Nicholas Barker, batterista britannico
- 25 aprile - Carlota Castrejana, ex cestista e ex triplista spagnola
- 25 aprile - Riccardo Falcinelli, grafico e designer italiano
- 25 aprile - Aleksandr Parygin, ex pentatleta kazako
- 25 aprile - Franco Polverini, hockeista su pista e allenatore di hockey su pista italiano
- 25 aprile - Barbara Rittner, allenatrice di tennis e ex tennista tedesca
- 26 aprile - Stanko Bubalo, ex calciatore croato
- 26 aprile - Mark Davis, ex cestista statunitense
- 26 aprile - Enrico Franchi, ex calciatore italiano
- 26 aprile - Andres Gerber, dirigente sportivo e ex calciatore svizzero
- 26 aprile - Óscar García Junyent, allenatore di calcio e ex calciatore spagnolo
- 26 aprile - Valerij Gorjušev, pallavolista russo († 2014)
- 26 aprile - Stephanie Graf, ex mezzofondista austriaca
- 26 aprile - Lee Woon-jae, allenatore di calcio e ex calciatore sudcoreano
- 26 aprile - Jules e Gédéon Naudet, regista francese
- 26 aprile - Christopher Perry, ex calciatore inglese
- 26 aprile - Guglielmo Picchi, politico italiano
- 26 aprile - Nikola Radulović, ex cestista croato
- 26 aprile - Paolo Rodari, giornalista e scrittore italiano
- 26 aprile - Eldar Sattarov, scrittore kazako
- 26 aprile - Gregor Townsend, rugbista a 15 e allenatore di rugby britannico
- 26 aprile - Andrea Virgilio, politico italiano
- 26 aprile - Tiffany Woosley, ex cestista statunitense
- 26 aprile - Piotta, rapper e produttore discografico italiano
- 27 aprile - Jillian Bach, attrice statunitense
- 27 aprile - Amine Benramdane, ex cestista algerino
- 27 aprile - Sharlee D'Angelo, bassista svedese
- 27 aprile - Andre Gower, attore statunitense
- 27 aprile - Sébastien Lareau, ex tennista canadese
- 27 aprile - Michel Stuffer, ex sciatore alpino italiano
- 27 aprile - Willi Trakofler, ex snowboarder italiano
- 28 aprile - Christiane Abenthung, ex sciatrice alpina austriaca
- 28 aprile - Massimo Enrico Baroni, politico italiano
- 28 aprile - Cho Jun-ho, ex calciatore sudcoreano
- 28 aprile - Marius Fausta, ex calciatore francese
- 28 aprile - Jorge Garcia, attore statunitense
- 28 aprile - Big Gipp, rapper statunitense
- 28 aprile - Mirko Guerrini, sassofonista, compositore e arrangiatore italiano
- 28 aprile - Ohene Kennedy, ex calciatore ghanese
- 28 aprile - Lee Byung-keun, ex calciatore sudcoreano
- 28 aprile - Francesco Saverio Marini, giurista italiano
- 28 aprile - Andrew Mehrtens, ex rugbista a 15 e allenatore di rugby a 15 neozelandese
- 28 aprile - Katia Mosconi, ex pattinatrice di short track italiana
- 28 aprile - Ian Murdock, informatico statunitense († 2015)
- 28 aprile - Vincent Mutale, ex calciatore zambiano
- 28 aprile - Francisco Palencia, allenatore di calcio e ex calciatore messicano
- 28 aprile - Pauleta, dirigente sportivo, allenatore di calcio e ex calciatore portoghese
- 28 aprile - Elisabeth Röhm, attrice tedesca
- 28 aprile - André Ulla, ex calciatore norvegese
- 28 aprile - Simo Valakari, allenatore di calcio e ex calciatore finlandese
- 28 aprile - Zhang Enhua, calciatore cinese († 2021)
- 28 aprile - Serge Zwikker, ex cestista olandese
- 29 aprile - David Belle, ginnasta, stuntman e attore francese
- 29 aprile - Miguel Ángel Falasca, pallavolista e allenatore di pallavolo spagnolo († 2019)
- 29 aprile - Fares Fares, attore libanese
- 29 aprile - Johan Hegg, cantante svedese
- 29 aprile - Yves Hocdé, ex canottiere francese
- 29 aprile - Mike Hogan, bassista irlandese
- 29 aprile - Steven Horsford, politico statunitense
- 29 aprile - Annaïg Le Meur, politica francese
- 29 aprile - Pierandrea Semeraro, imprenditore e dirigente sportivo italiano
- 30 aprile - Roberth Björknesjö, allenatore di calcio e ex calciatore svedese
- 30 aprile - Michael Blaudzun, ex ciclista su strada e dirigente sportivo danese
- 30 aprile - Malang Diedhiou, arbitro di calcio senegalese
- 30 aprile - Alessandro Gandellini, ex marciatore italiano
- 30 aprile - Ekaterina Juševa, schermitrice russa
- 30 aprile - Naomi Novik, scrittrice statunitense
- 30 aprile - Chiara Passa, artista italiana
- 30 aprile - Jamie Staff, ex pistard britannico
- 30 aprile - Jeff Timmons, cantante statunitense
- 30 aprile - Eric Villalón, ex sciatore alpino spagnolo